# فرودگاه بین‌المللی حضرت سلطان
فرودگاه بین‌المللی حضرت سلطان (قزاقی: Халықаралық Әзірет Сұлтан Әуежайы) یک فرودگاه عمومی و همگانی در شهر ترکستان و در کشور قزاقستان است.